# Isotopi del berillio
In natura esistono 12 isotopi del berillio (Be) conosciuti, ma solo uno di essi (9Be) è stabile e costituisce un nuclide primordiale. Come tale, il berillio è considerato un elemento monoisotopico. Esso è anche un elemento mononuclidico, perché gli altri suoi isotopi hanno emivite così brevi che nessuno di essi è primordiale e la loro abbondanza è molto bassa (massa atomica relativa 9,012). Il berillio è unico in quanto è il solo elemento monoisotopico avente sia un numero pari di protoni, sia un numero dispari di neutroni. Ci sono altri 25 elementi monoisotopici, ma tutti hanno numeri atomici dispari e numeri pari di neutroni.

## Descrizione
Degli 11 radioisotopi del berillio, i più stabili sono il 10Be con un'emivita di 1,39 Ma e il 7Be con un'emivita di 53,22 giorni. Tutti gli altri radioisotopi hanno emivite sotto 13,85 secondi, la maggior parte sotto 0,03 secondi. L'isotopo meno stabile è il 6Be, con un'emivita misurata di 5,03×10−21 s.
Il rapporto naturale degli elementi leggeri di un numero uguale di protoni e di neutroni nel berillio è impedito dall'estrema instabilità del 8Be rispetto al decadimento alfa, che è favorita dal legame estremamente saldo dei nuclei dell'4He. L'emivita per il decadimento del 8Be è di appena 6,7(17)×10−17 s. 
Il berillio non può avere un isotopo stabile con 4 protoni e 6 neutroni a causa dello stesso ampio disallineamento nel rapporto protoni/neutroni per tale elemento leggero. Nondimeno, questo isotopo, il 10Be, ha un'emivita di 1,39 Ma, il che indica un'insolita stabilità per un isotopo leggero con un tale squilibrio neutroni/protoni. Tuttavia, altri possibili isotopi del berillio hanno disallineamenti ancora più gravi nel numero dei neutroni e dei protoni, e di conseguenza sono ancora meno stabili.
Si pensa che la maggior parte del 9Be nell'universo si sia formato dalla nucleosintesi dei raggi cosmici a partire dalla loro spallazione nel periodo tra il Big Bang e la formazione del sistema solare. Gli isotopi del 7Be, con un'emivita di 53,22 giorni, e il 10Be sono entrambi nuclidi cosmogenici perché sono creati nel sistema solare su una scala temporale recente dalla spallazione, come il 14C. Questi due radioisotopi del berillio nell'atmosfera tracciano il ciclo delle macchie solari e l'attività solare, poiché questa influenza il campo magnetico che scherma la Terra dai raggi cosmici. Il tasso al quale il 7Be dalla vita breve si trasferisce dall'aria al suolo è controllato in parte dal tempo meteorologico. Il decadimento del 7Be nel sole è una delle fonti dei neutrini solari, e il primo tipo di neutrini mai rilevato usando l'esperimento di Homestake. La presenza del 7Be nei sedimenti si usa spesso per stabilire che sono freschi, ossia con meno di circa 3–4 mesi di età, ovvero due emivite del 7Be.

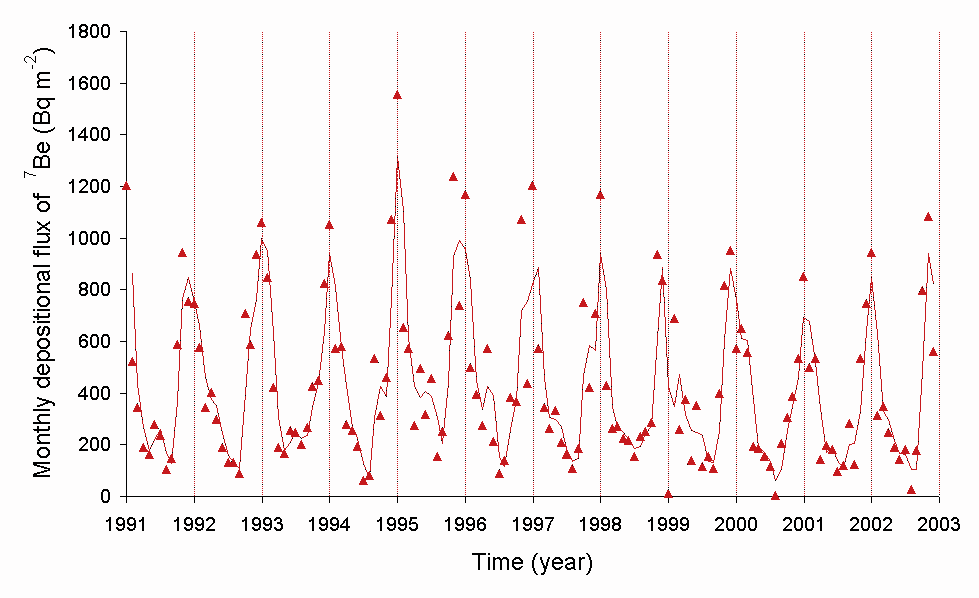
Il tasso di rilascio del ^{7}Be dall'aria al suolo in Giappone (fonte: M. Yamamoto et al., Journal of Environmental Radioactivity, 2006, 8, 110–131)

## Tabella degli isotopi
Massa atomica standard: 9,01218 u
| simbolo | Z             | N   | massa isotopica (u) | emivita                       | spin nucleare | DM            | DP   | NA     |
| ------- | ------------- | --- | ------------------- | ----------------------------- | ------------- | ------------- | ---- | ------ |
| 5Be     | 4             | 0   | 5,04079(429)#       |                               | (1/2+)#       | p             | 4Li  |        |
| 6Be     | 4             | 2   | 6,019726(6)         | 5,0(3)×10−21 s [0,092(6) MeV] | 0+            | 2p            | 4He  |        |
| 7Be     | 4             | 3   | 7,01692983(11)      | 53.22(6) d                    | 3/2–          | EC            | 7Li  | tracce |
| 8Be     | 4             | 4   | 8,00530510(4)       | 6,7(17)×10−17 s [6,8(17) MeV] | 0+            | α             | 4He  |        |
| 9Be     | 4             | 5   | 9,0121822(4)        | STABILE                       | 3/2–          |               |      | 1.000  |
| 10Be    | 4             | 6   | 10,0135338(4)       | 1,39×106 anni                 | 0+            | β−            | 10B  | tracce |
| 11Be    | 4             | 7   | 11,021658(7)        | 13,81(8) s                    | 1/2+          | β− (97,1%)    | 11B  |        |
| 11Be    | β−, α (2,9%)  | 7Li | 11,021658(7)        | 13,81(8) s                    | 1/2+          |               |      |        |
| 12Be    | 4             | 8   | 12,026921(16)       | 21,49(3) ms                   | 0+            | β− (99,48%)   | 12B  |        |
| 12Be    | β−, n (0,52%) | 11B | 12,026921(16)       | 21,49(3) ms                   | 0+            |               |      |        |
| 13Be    | 4             | 9   | 13,03569(8)         | 2,3(6)×10−21 s                | 1/2+          | n             | 12Be |        |
| 14Be    | 1             | 6   | 14,04289(14)        | 4,84(10) ms                   | 0+            | β−, n (81,0%) | 13B  |        |
| 14Be    | β− (14,0%)    | 14B | 14,04289(14)        | 4,84(10) ms                   | 0+            |               |      |        |
| 14Be    | β−, 2n (5,0%) | 12B | 14,04289(14)        | 4,84(10) ms                   | 0+            |               |      |        |
| 15Be    | 4             | 11  | 15,05346(54)#       | <200 ns                       |               |               |      |        |
| 16Be    | 4             | 12  | 16,06192(54)        | <200 ns                       | 0+            | 2n            | 14Be |        |

I valori contrassegnati con # non sono derivati puramente da dati sperimentali, ma almeno in parte da tendenze sistematiche. Gli spin con argomenti di assegnazione deboli sono racchiusi tra parentesi.

## Catene di decadimento
La maggior parte degli isotopi del berillio all'interno dei limiti di stabilità decadono attraverso il decadimento beta e/o una combinazione di decadimento beta e di decadimento alfa o l'emissione di neutroni. Tuttavia, il 7Be decade solo attraverso la cattura elettronica, un fenomeno al quale può essere attribuita la sua emivita insolitamente lunga. Altrettanto anomalo è il 8Be, che decade mediante il decadimento alfa a 4He. Questo decadimento alfa è spesso considerato fissione, il che potrebbe spiegare la sua emivita estremamente breve.
{\displaystyle {\ce {^{5}_{4}Be ->[Unknown] ^{4}_{3}Li + ^{1}_{1}H}}}
{\displaystyle {\ce {^{6}_{4}Be ->[5zs] ^{4}_{2}He + 2 ^{1}_{1}H}}}
{\displaystyle {\ce {^{7}_{4}Be + e- ->[53.22 d] ^{7}_{3}Li}}}
{\displaystyle {\ce {^{8}_{4}Be->[67as]2_{2}^{4}He}}}
{\displaystyle {\ce {^{10}_{4}Be ->[1,39 Ma] ^{10}_{5}B + e-}}}
{\displaystyle {\ce {^{11}_{4}Be ->[13,81 s] ^{11}_{5}B + e-}}}
{\displaystyle {\ce {^{11}_{4}Be ->[13,81 s] ^{7}_{3}Li + ^{4}_{2}He + e-}}}
{\displaystyle {\ce {^{12}_{4}Be ->[21,49 ms] ^{12}_{5}B + e-}}}
{\displaystyle {\ce {^{12}_{4}Be ->[21,49 ms] ^{11}_{5}B + ^{1}_{0}n + e-}}}
{\displaystyle {\ce {^{13}_{4}Be ->[2,7 zs] ^{12}_{4}Be +^{1}_{0}n}}}
{\displaystyle {\ce {^{14}_{4}Be ->[4,84 ms] ^{13}_{5}B + ^{1}_{0}n + e-}}}
{\displaystyle {\ce {^{14}_{4}Be ->[4,84 ms] ^{14}_{5}B + e-}}}
{\displaystyle {\ce {^{14}_{4}Be ->[4,84 ms] ^{12}_{5}B + ^{1}_{0}n + e-}}}
{\displaystyle {\ce {^{16}_{4}Be ->[<200 ns] ^{14}_{4}Be + ^{1}_{0}n}}}